# Командир взвода

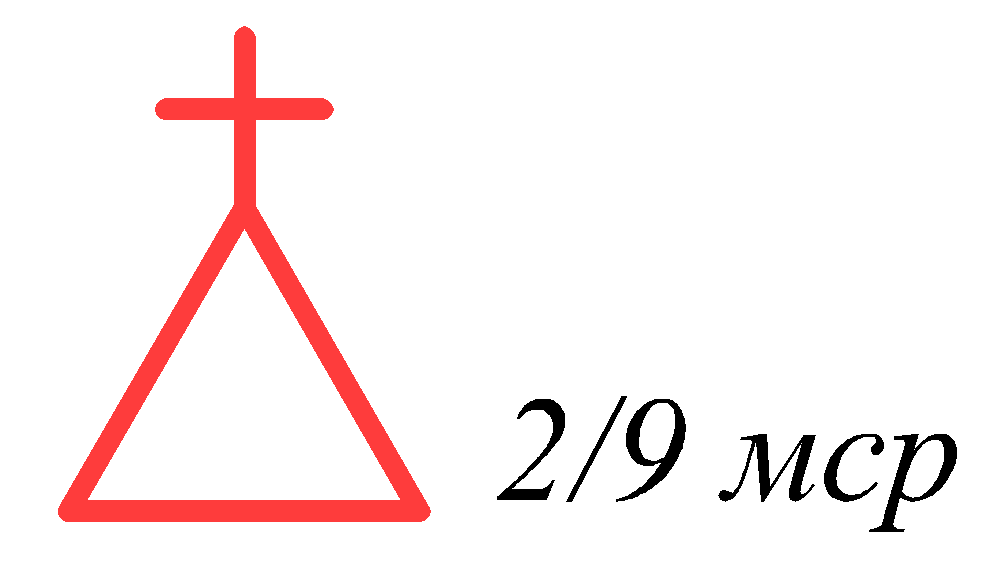
Условный знак командного пункта взвода (дислокация КВ) на военных топографических картах принятый в ВС Союза ССР/России, с сокращённым указанием по принадлежности формирования:
2/9 мср — 2-й мотострелковый взвод 9-й мотострелковой роты.

Стандартное условное обозначение взвода в блоке NATO и ВС США, в рабочих документах.

Командир взвода (сокр. КВ, Комвзвода, Комвзвод; разг. Взводный), Взводный командир — должностное лицо (а также должность) младшего офицерского состава (реже эту должность занимают прапорщики, старшие прапорщики, фельдфебели и так далее) в Вооруженных Силах большинства государств мира, осуществляющее командование взводом — подразделением, в составе которого от двух до четырёх отделений общей численностью от 9 до 60 человек личного состава.
Численность личного состава взвода зависит от государства, рода войск (сил) вида Вооруженных сил, отдельного рода войск и функционального назначения данного формирования. Взвод может как входить в состав роты (батареи, эскадрона), так и быть отдельным.

## История
Первые взводы в военном деле России были созданы в конце XVII века в инфантерии и кавалерии, а после и в артиллерии, как составная часть постоянных формирований типа: роты, эскадрона и батареи. Начальник (командир) всех нижних чинов взвода в Вооружённых Силах Российской Империи был взводный унтер-офицер (в русской артиллерии (гвардейской и армейской) — взводный фейерверкер), который производил во взводе все наряды нижних чинов на службу и на работы и следил за правильностью одиночного их обучения. В строю взводный унтер-офицер (фейерверкер) находился при своем взводе и командовал им, если для этого не был назначен офицер или подпрапорщик (эстандарт-юнкер, подхорунжий).
В процессе военного строительства и появления новых родов оружия взвода и их командиры стали составной частью их организационно-штатных структур.
В Рабоче-Крестьянской Красной Армии граждане Республики (РСФСР), успешно окончившие командные курсы, удостаивались звания «взводный командир». Позже в соответствии с Приказом Реввоенсовета РСФСР № 1859-а «О присвоении звания красного командира», от 6 ноября 1919 года, гражданам стали присваивать воинское звание «красный командир».

Приказ о назначении командного состава на средние и тяжёлые танки № 0400 9 октября 1941 г.

Для повышения боеспособности танковых войск, лучшего их боевого использования во взаимодействии с другими родами войск назначать:

1. На должности командиров средних танков — младших лейтенантов и лейтенантов.

2. На должности командиров взводов средних танков — старших лейтенантов.

3. На должности командиров рот танков КВ — капитанов — майоров.

4. На должности командиров рот средних танков — капитанов.

5. На должности командиров батальонов тяжёлых и средних танков — майоров, подполковников.

Начальнику Финансового управления Красной Армии внести соответствующие изменения в оклады содержания.

Народный комиссар обороны И. Сталин— ф. 4, оп. 11, д. 66, л. 167. Подлинник.

## ВС России
Должность командира взвода в ВС Союза ССР и на постсоветском пространстве — старший лейтенант.
Командир взвода (группы, башни) ВС России лично обучает и воспитывает своих подчиненных. В мирное и военное время он отвечает за:
- боевую готовность взвода (группы, башни) и успешное выполнение им боевых задач;
- боевую подготовку, воспитание, воинскую дисциплину и морально-психологическое состояние личного состава;
- поддержание внутреннего порядка во взводе (в группе, башне);
- сохранность и состояние вооружения, военной техники и другого имущества взвода (группы, башни)[4].

Командир взвода (КВ) подчиняется командиру роты (батареи, боевой части) и является прямым начальником всего личного состава взвода (группы, башни).
Командир взвода (группы) имеет право
- по поощрениям:

а) снимать ранее наложенные им дисциплинарные взыскания;
б) объявлять благодарность.
- по взысканиям:

a) объявлять выговор и строгий выговор;
б) лишать солдат и матросов, проходящих военную службу по призыву, очередного увольнения из расположения военной части или с корабля на берег;
в) назначать солдат и матросов, проходящих военную службу по призыву, вне очереди в наряд на работу — до 4 нарядов.
В соответствии со статьёй 92 Устава внутренней службы ВС России (УВС ВС России) командир взвода (группы, башни) докладывает письменно, в порядке подчиненности, командиру воинской части (корабля) о приёме (сдаче) дел и должности КВ. Принимающий должность КВ вместе с докладом представляет акт о приёме взвода (группы, башни), в котором указываются:
- списочный и наличный состав;
- состояние боевой готовности;
- боевой подготовки;
- воинской дисциплины;
- морально-психологическое состояние личного состава;
- наличие и состояние вооружения, военной техники и другого военного имущества;
- состояние жилищных и бытовых условий военнослужащих.

Акт составляется и подписывается принимающим и сдающим должность командира взвода (группы, башни).

### В бою
При организации боя командира взвода (группы, башни) рассматривает следующие пункты своего решения:
- уяснение полученной боевой задачи;
- оценка обстановки;
- принятие решения;
- проведение рекогносцировки;
- отдача боевого приказа;
- организация взаимодействия, боевого обеспечения и управления;
- организация подготовки личного состава, вооружения и военной техники к бою;
- проверка готовности взвода (группы, башни) к выполнению боевой задачи;
- доклад командиру роты (батареи, боевой части) о готовности взвода (группы, башни) к выполнению боевой задач.

### Размер должностного оклада
Размер должностного оклада (тарифного разряда) начальника группы и КВ (с 2012 года):
| Типовая воинская должность                | Оклад (в рублях) |
| ----------------------------------------- | ---------------- |
| В центральных органах военного управления |                  |
| Начальник группы                          | 29 000           |
| В войсках (силах)                         |                  |
| Командир взвода                           | 20 000           |

## ВС США
Командует взводом, в армии США, командир взвода (Platoon Leader, PL), обычно в звании второй лейтенант (Second Lieutenant, 2LT).

## ВС Украины
Воинское звание командира взвода в Вооружённых силах Украины — прапорщик, старший прапорщик, младший лейтенант, лейтенант или старший лейтенант.
Командир взвода в мирное и военное время отвечает за боевую готовность взвода и успешное выполнение им боевых задач, за боевую подготовку, воспитание, воинскую дисциплину, морально-психологическое состояние личного состава, за сохранность и состояние вооружения, боеприпасов, техники и имущества взвода, за поддержание внутреннего порядка во взводе.
Командир взвода подчиняется командиру роты и является прямым начальником всего личного состава взвода.

## Германия
В армиях немецкоязычных стран существует должность (не звание) «цугфюрер», эквивалентная командиру взвода. Звание «цугфюрер» (приблизительный эквивалент лейтенанта) использовалось организациями «Стальной шлем», «Фольксштурм», а также в частях оккупационной полиции и шуцманшафта (до 1942, затем — лейтенант).